# Biłgoraj
Biłgoraj es una ciudad situada en el sureste de Polonia con 25 838 habitantes en diciembre de 2021. Desde 1999 está situada en el Voivodato de Lublin; anteriormente estuvo ubicado en el Voivodato de Zamość (1975-1998). Se encuentra al sur de Lublin y también es la capital del condado de Biłgoraj. Históricamente, la ciudad pertenece a la Pequeña Polonia y está ubicada en la esquina sureste de la provincia, cerca de la frontera con otra tierra histórica, Rutenia Roja. Biłgoraj está rodeado por un bosque, atravesado por tres ríos.